# Ортаколь (село)
Ортаколь (каз. Ортакөл) — село в районе Шал акына Северо-Казахстанской области Казахстана. Село входит в состав Приишимского сельского округа. Код КАТО — 595647500.

## География
Расположено около озера Ортаколь.

## Население
В 1999 году численность населения села составляла 77 человек (44 мужчины и 33 женщины). По данным переписи 2009 года, в селе проживало 65 человек (31 мужчина и 34 женщины).